# Superfund
Superfund ist ein Programm der Environmental Protection Agency (EPA), das in den USA die Untersuchung, Sicherung und Altlastensanierung von gesundheitsgefährdender Boden- oder Gewässerverschmutzung finanziert und organisiert. Der Fokus liegt dabei vor allem auf inaktiven und aufgegebenen Flächen mit Altlasten, insbesondere giftigen Abfällen.
Zum 22. Dezember 2022 waren 1336 Standorte als Superfund-Stätten der National Priorities List identifiziert, die sich in verschiedenen Stadien des Programms befanden. Zum 31. Januar 2020 waren es 1335 Standorte. Im EPA-Budget 2023 sind für Superfund-Aktivitäten 1,154 Milliarden Dollar vorgesehen, um jene Kosten zu decken, die nicht nach dem Verursacherprinzip auf den oder die Verschmutzer umgelegt werden können (2020: 1,029 Milliarden Dollar).

## Geschichte
Mit dem Ende 1980 als Reaktion auf Giftmüllskandale wie der Love-Canal-Deponie verabschiedeten Bundesgesetz Comprehensive Environmental Response, Compensation, and Liability Act (CERCLA) wurden die rechtlichen Grundlagen für das Superfund-Programm geschaffen. Es wurde ein mehrstufiges Verfahren entworfen, mit dem belastete Flächen identifiziert, untersucht, gesichert und saniert werden können. Dazu zählte auch der namensstiftende Fund, der zunächst 1,6 Milliarden US-Dollar bis 1985 umfasste, die aus Steuern auf Mineralölprodukte und 42 Chemikalien bereitgestellt wurden. Damit konnte die Eindämmung und Beseitigung von Umweltschäden finanziert werden, wenn bzw. solange die Kosten nicht auf die Verursacher umgelegt werden konnten.
Während CERCLA in der Legislaturperiode des 96. Kongresses der Vereinigten Staaten mit Mehrheit der Demokratischen Partei verabschiedet und von Jimmy Carter unterzeichnet wurde, fiel die Umsetzung mit Einführung des Superfund-Programms bereits in die Amtszeit des Republikaners Ronald Reagan. Reagan und seine Regierung standen der bisherigen Rolle der EPA als Bundesbehörde generell kritisch gegenüber und hielten sie für zu restriktiv. Superfund wurde nur zaghaft angewandt: Auf der ersten National Priorities List befanden sich 160 Superfund-Flächen, bis 1985 wurden 850 identifiziert. In derselben Zeit wurden jedoch nur sechs Standorte vollständig gesäubert. Die von Reagan berufene EPA-Administratorin Anne Gorsuch sah auch keine Notwendigkeit, das Programm über 1985 hinaus zu verlängern, und wollte dessen Aufgaben stattdessen an die Bundesstaaten übertragen. Bis Ende 1982 wurden mehrere Untersuchungsausschüsse des Kongresses eingerichtet, um den Umgang der EPA mit Superfund-Mitteln und die generelle Effektivität des Programms zu untersuchen. Die seit 1982 amtierende Superfund-Administratorin Rita Marie Lavelle wurde im Zuge dessen 1984 entlassen und wegen Falschaussagen vor dem Kongress zu einer Gefängnisstrafe verurteilt, während Gorsuch am 9. März 1983 aufgrund der allgemeinen Kritik und eines laufenden Verfahrens aufgrund von Missachtung des Kongresses (Contempt of Congress) zurücktrat. Wie das General Accounting Office des Kongresses im Nachhinein feststellte, wurden während Reagans achtjähriger Präsidentschaft zwar 799 Superfund-Stätten identifiziert, jedoch nur 16 saniert, und nur 40 Millionen von potentiell 700 Millionen Dollar bei identifizierten Verursachern eingetrieben.
Um ein Ende des Superfund-Programms zu verhindern und auf die in den Untersuchungsausschüssen identifizierten Probleme zu reagieren, wurde im 98. Kongress der Vereinigten Staaten ein Gesetzesvorschlag zur Verlängerung erarbeitet. Dieser wurde im Repräsentantenhaus eingebracht und verabschiedet, fand jedoch nicht die Zustimmung des Senats. Hauptstreitpunkt der beiden Kammern war die Höhe des Budgets: Während das Repräsentantenhaus 10 Milliarden Dollar für die nächsten fünf Jahre ansetzte, wollte der Senat nur 7,5 Milliarden Dollar billigen. Die Regierung, die dem Superfund-Programm inzwischen positiver gegenüberstand, hatte einen Rahmen von 4,5 bis 5,3 Milliarden Dollar vorgeschlagen. Ab Ende der ursprünglichen Laufzeit zum 30. September 1985 standen für den Superfund somit keine Mittel mehr aus Sondersteuern zur Verfügung. Die EPA führte das Programm mit vorhandenen Budgetmitteln fort, kündigte Anfang 1986 jedoch Einschnitte bis zur möglichen Einstellung an, sofern keine neue Finanzierungsvereinbarung gefunden werde.
1986 wurde schließlich mit dem Superfund Amendments and Reauthorization Act (SARA) im 99. Kongress der Vereinigten Staaten eine Neuauflage des Superfund-Programms ermöglicht. Das Budget betrug nun 8,5 Milliarden Dollar über fünf Jahre, wovon 6,65 Millionen aus drei Sondersteuern bestimmter Industriebereiche und 1,25 Milliarden aus allgemeinen Steuermitteln angesetzt wurden, während die übrigen 0,6 Milliarden Dollar direkt von Verursachern und aus Zinseinnahmen beglichen werden sollten. Zugleich wurden die Kriterien für Sicherung und Sanierung verschärft: Innerhalb von drei Jahren sollten die Arbeiten an 275 Standorten beginnen, innerhalb von fünf Jahren an insgesamt 650.
Bis Anfang 1994 waren 1.289 Superfund-Stätten identifiziert, jedoch nur 217 geräumt bzw. saniert worden. Aus Staatsmitteln und Verursacherzahlungen zusammen waren bis zu diesem Zeitpunkt 13 Milliarden US-Dollar durch Superfund geflossen, von denen jedoch etwa ein Viertel auf „Transaktionskosten“ für Anwälte und Berater entfielen. Eine Ursache für diese Schwierigkeiten war, dass jeder Teilverursacher einer Superfund-Stätte prinzipiell für die gesamten Sanierungskosten haftbar gemacht werden konnte, wodurch sich beteiligte Unternehmen gegenseitig verklagten und Verfahren verzögerten.
Präsident Bill Clinton änderte das Superfund-Verfahren im Februar 1994 per Dekret (Executive Order 12898), wonach größere Rücksicht auf überproportional betroffene Bevölkerungsschichten mit geringem Einkommen und nationalen Minderheiten genommen werden sollte. Eine generelle Überarbeitung der gesetzlichen Grundlagen des Superfunds scheiterte 1994 jedoch im Kongress. Unter anderem machten republikanische Senatoren ihre Zustimmung von der Streichung eines bestehenden Abschnitts im CERCLA-Gesetz abhängig, der die Verursacherhaftung für Umweltschäden auch rückwirkend vor 1980 erlaubt hätte, von Senatoren der demokratischen Partei aber als essentiell angesehen wurde. Mangels Neufestsetzung endete die Finanzierung des Superfunds aus Sondersteuern somit im Spätsommer 1995 erneut. Als Konsequenz stiegen die Superfund-Zuwendungen aus generellen Steuermitteln, während Eigenmittel aus dem eigenen Fonds und die Gesamtsumme verfügbarer Mittel sanken. Während 1993 250 Millionen Dollar von insgesamt 1,589 Milliarden Dollar (inflationsbereinigt auf dem Niveau von 2003: 299 Millionen von 1,903 Milliarden) Zuwendungen an das Superfund-Programms aus allgemeinen Staatseinnahmen stammten, wurden 2003 etwa die Hälfte und 2004 erstmals 100 % der Zuwendungen von nun 1,257 Millionen Dollar (inflationsbereinigt auf dem Niveau von 2003: 1,241 Millionen Dollar) aus allgemeinen Mitteln gestellt. Die gesamten Ausgaben des Superfund-Programms lagen 2003 bei 1,517 Milliarden Dollar; die Differenz zu den Staatszuwendungen wurde direkt von den Verursachern getragen.
Diese Grundlagen der Superfund-Finanzierung wurden in den folgenden Jahren nicht geändert: Die nicht von Verursachern gedeckten Kosten wurden aus dem Budget der Environmental Protection Agency gedeckt; die bis 1995 bestehenden Sonderbesteuerungsmöglichkeiten existierten nicht mehr. Die Höhe der Zuweisungen aus dem EPA-Budget wurde jährlich neu festgelegt und lag 2013 bei 1,099 Milliarden Dollar. In diesem Jahr waren 1.158 Superfund-Flächen identifiziert, wovon acht im Jahr 2013 neu aufgenommen wurden, während sechs nach vollständigem Abschluss der Sanierungen aus der National Priorities List gestrichen wurden. Im EPA-Budget 2020 waren für Superfund-Aktivitäten 1,029 Milliarden Dollar vorgesehen.
Im Jahr 2021 wurden durch identifizierte Verursacher Superfund-Maßnahmen im Umfang von etwa 2,1 Milliarden Dollar finanziert. Zusätzlich sah das EPA-Budget im selben Jahr 1,079 Milliarden Dollar vor.
Mit dem am 15. November 2021 verabschiedeten Infrastructure Investment and Jobs Act wurde für die chemische Industrie wieder eine Sondersteuer zur Finanzierung von nicht direkt durch die Verursacher gedeckten Superfund-Maßnahmen eingeführt. Diese Steuer wird seit 1. Juli 2022 erhoben. Zudem wurde im November 2021 eine Sonderzahlung von 3,5 Milliarden Dollar aus dem Bundeshaushalt beschlossen, um den Zeitraum bis zur Verfügbarkeit der Sondersteuermittel abzudecken. Im EPA-Budget 2023 sind für Superfund-Aktivitäten 1,154 Milliarden Dollar vorgesehen. Mit Stand 22. Dezember 2022 waren 1.336 Superfund-Flächen identifiziert.

## Superfund-Programm
Der Prozess von der Identifizierung eines potentiellen Superfund-Falls bis zum Abschluss einer Altlastensanierung umfasst grundsätzlich folgende Schritte:
- Wenn das EPA Kenntnis von einer potentiellen Superfund-Stätte mit umweltschädlichen Altlasten erhält, wird diese zunächst in einer Erstbewertung/Standorterkundung (Preliminary Assessment/Site Inspection) geprüft. Dabei werden unter anderem verfügbare Unterlagen geprüft, Interviews mit Betroffenen geführt sowie Boden-, Wasser- und Luftproben genommen und analysiert. Anhand der gewonnenen Informationen erfolgt eine Einstufung in einem festgelegten Hazard Ranking System (HRS) (deutsch sinngemäß Risikobewertungsverfahren).
- Wird bei der Erstbewertung eine anhaltende Gesundheitsgefährdung festgestellt, wird der identifizierte Standort zur Aufnahme in die National Priorities List (NPL) vorgeschlagen. Dazu veröffentlicht das EPA den Vorschlag im Amtsblatt Federal Register sowie in lokalen Medien der betroffenen Region. Die Aufnahme in die NPL erfolgt anschließend mit Ablauf einer Frist.
- Nach der Aufnahme in die NPL wird eine Sanierungsuntersuchung/Machbarkeitsstudie (Remedial Investigation/Feasibility Study) samt detaillierter Standortbeschreibung (Site Characterization) durchgeführt.
- Auf Basis der in der Sanierungsuntersuchung gewonnenen Angaben werden die zur Sanierung nötigen Schritte in einem formalen Record of Decision (ROD) zusammengefasst und veröffentlicht.
- Liegen alle nötigen Angaben und Mittel vor, wird ein Sanierungskonzept erarbeitet und umgesetzt (Remedial Design/Remedial Action).
- Nach Abschluss der Sanierungsarbeiten (Construction Completion) kann eine Nachfolgephase anschließen, in der beispielsweise Filter weiter betrieben werden, bis Grenzwerte unterschritten sind (Post Construction Completion).
- Sind alle im ROD definierten Sanierungsziele erreicht, kann der Superfund-Standort von der National Priorities-Liste gelöscht werden (National Priorities List Deletion).
- Anschließend stehen Superfund-Standorte für eine Nachfolgeverwendung (Site Reuse/Redevelopment) zur Verfügung, wobei das EPA teils selbst an der Vermarktung dieser Flächen beteiligt ist.

## Superfund-Standorte

Karte der Superfund-Standorte, 2013

Im Superfund-Programm zur Sanierung identifizierte Standorte mit gesundheitsgefährdender Boden- oder Wasserbelastung werden in der so genannten National Priorities List (NPL) geführt. Zum 22. Dezember 2022 umfasste diese Liste 1336 Standorte (31. Januar 2020: 1335). 35 weitere Flächen waren zu diesem Zeitpunkt zur Aufnahme in die NPL vorgesehen. Seit Beginn des Superfund-Programms wurden bis zum 22. Dezember 2022 435 Standorte nach Abschluss von Sanierungsmaßnahmen wieder von der NPL gestrichen. Der Status Construction Completion (Abschluss der Sanierungsarbeiten) wurde bei insgesamt 1238 Flächen erreicht; neben den 435 vollständig abgeschlossenen Verfahren also an 803 Standorten.
Über die gesamte Laufzeit des Programms wurden Superfund-Flächen in allen Bundesstaaten, dem District of Columbia und den Territorien Amerikanische Jungferninseln, Guam, Nördliche Marianen und Puerto Rico identifiziert. Die meisten derzeit in der NPL geführten Stätten liegen mit Stand 22. Dezember 2022 in New Jersey (115), Kalifornien (96) und Pennsylvania (90). North Dakota ist seit mehreren Jahren der einzige Bundesstaat, in dem alle Superfund-Standorte (zwei) nach Abschluss der Sanierungsarbeiten wieder von der NPL gestrichen wurden. Die Love-Canal-Flächen in Niagara Falls, die ein Auslöser der CERCLA- und Superfund-Umsetzung waren, sind seit 30. September 2004 nicht mehr auf der NPL.